# Ancylolomia dives
Ancylolomia dives là một loài bướm đêm trong họ Crambidae.